# Crossidium squamiferum
Crossidium squamiferum är en bladmossart som beskrevs av Juratzka 1882. Crossidium squamiferum ingår i släktet Crossidium och familjen Pottiaceae. Inga underarter finns listade i Catalogue of Life.